# Tamilische Kultur
Tamilische Kultur (Tamil தமிழர் பண்பாடு) ist die Kultur der Tamilen im südindischen Bundesstaat Tamil Nadu, in Sri Lanka und in Ländern außerhalb Südasiens, in denen Tamilen leben, etwa in Malaysia und Singapur.

## Sprache

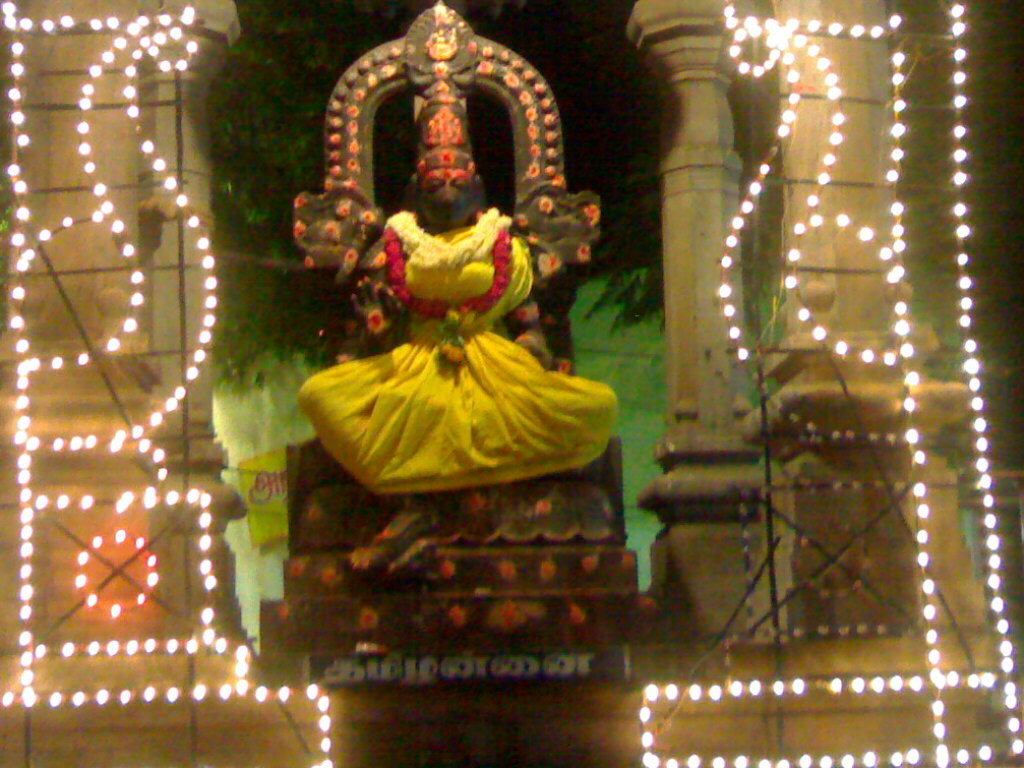
Statue einer Göttin, die die tamilische Sprache repräsentiert; die Inschrift am Fuß der Statue bedeutet Tamil Annai („Mutter Tamils“).

Das vielleicht wichtigste Bindeglied der tamilischen Kultur ist die tamilische Sprache, die auf eine rund 2000-jährige Literaturgeschichte zurückblicken kann und daher als einzige dravidische Sprache zu den klassischen Literatursprachen Indiens zählt.
Tamilen haben generell eine starke Bindung zur tamilischen Sprache, welches sich auch dadurch zeigt, dass die Sprache in der Literatur als „Tamil̲an̲n̲ai“ („Mutter Tamils“) bezeichnet wird. Tamil gehört wie die anderen Sprachen Südindiens zu den dravidischen Sprachen und ist nicht verwandt mit den indoarischen Sprachen Nordindiens. Zudem hatte Tamil durch die geographische Lage kaum Kontakt zu Sanskrit und hat viele seiner urdravidischen Eigenschaften beibehalten. Jedoch hat das heute gesprochene Tamil eine große Menge an Lehnwörtern aus dem Sanskrit und dem Englischen. Durch diese Eigenschaft gehört Tamil zu den Sprachen mit Diglossie, da das schriftliche Tamil sich seit Beginn der tamilischen Schriftsprache kaum verändert hat. Dies war auch der Grund dafür, dass die indische Regierung Tamil als erste Sprache überhaupt in den Rang einer klassischen Sprache gehoben hat.
Es gibt unter den Tamilen eine große Anzahl an regionalen Dialekten und diese unterscheiden sich meist durch Lautverschiebungen. Obwohl die meisten Dialekte sich nicht im Vokabular unterscheiden, gibt es ein paar Ausnahmen. So wurde das gesprochene Tamil in Sri Lanka stark durch das Portugiesische und das Niederländische beeinflusst und es gibt unterschiedliche Bezeichnungen für Wörter des Alltagsgebrauches. Auch die Sprache der muslimischen Tamilen ist hervorzuheben, da diese stark vom Arabischen und von Urdu beeinflusst worden ist.

## Literatur

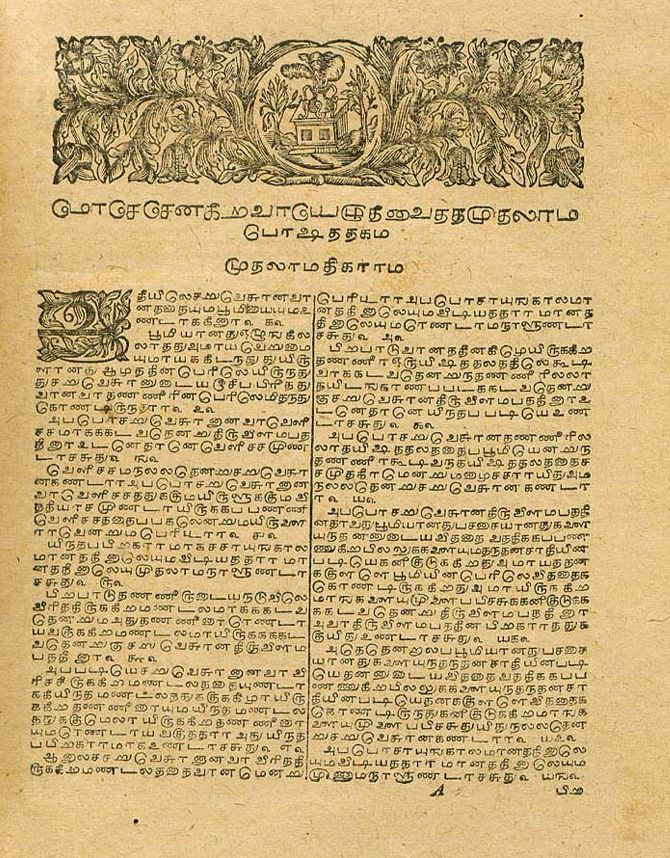
Schöpfungsgeschichte aus einer tamilischen Bibel (1723)

## Kunst

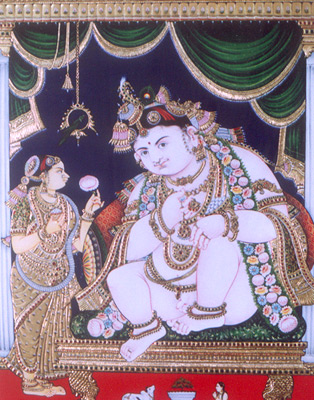
Malerei aus Tanjore, welche den Hindugott Krishna darstellt

Traditionelle tamilische Kunst bezieht sich meist auf den Hinduismus. Jedoch wird die Religion nur als Metapher benutzt, um universelle und humanistische Themen darzustellen. Die Darstellung der klassischen Kunst ist als "lebende Tradition" zu verstehen, welche zu dieser Zeit praktiziert wurde.

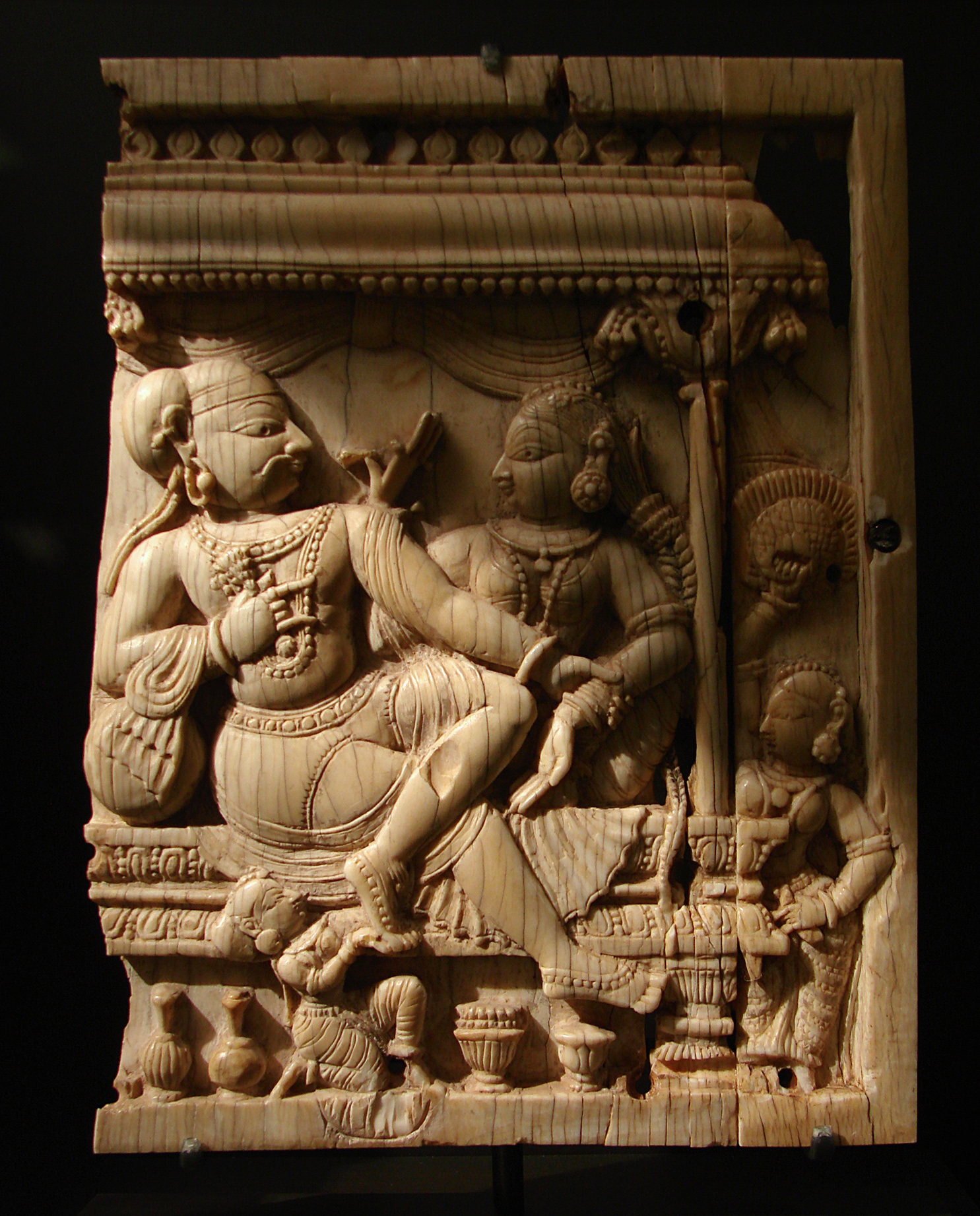
Elfenbeinrelief aus der Nayak-Epoche

Den wichtigsten Einfluss für die tamilische Malerei hatte die Thanjavur Kunst aus dem neunten Jh. n. Chr. Die Grundlage für die Malereien bildeten mit Zinkoxid versetzte Ganzleinen, auf denen mit Färbemittel gezeichnet wurde. Hiernach wurde die Malerei mit Edelsteinen, Silber und Gold verziert. Eine ähnliche Technik wurde für die Wandmalereien in den zahlreichen Tempeln Tamil Nadus benutzt; ein sehr erwähnenswertes Beispiel ist der Minakshi-Tempel in Madurai.
Generell ist tamilische Kunst für ihre stilistische Eleganz, ihr Farben- und Detailreichtum bekannt.
Tamilische Skulpturen reichen von eleganten Steinmeißelungen bis zu detailreichen Bronzeikonen. Die Bronzestatuen der Chola-Ära werden als eine der größten indischen Beiträge für die Welt der Kunst angesehen. Das Material für die tamilischen Skulpturen hat die Form derer nicht beeinflusst. Stattdessen hat der Künstler sein Werk so erschaffen, dass der Betrachter im Nachhinein nicht sofort wissen konnte aus welchem Material das Werk geschaffen wurde. So wirken die Höhlenmalereien in Mamallapuram, als ob sie mit Edelsteinen besetzt wären. Ein populäres Motiv für Bronzeskulpturen waren vornehmlich die Darstellungen von Shiva in einer seiner Erscheinungsformen des Nataraja.
Wie in der indischen Kunst auch spielen bei der tamilischen Kunst Porträtierungen oder Realismus kaum eine Rolle. Es wird mehr auf Wert auf die Darstellungen von idealistischen Prototypen und Symbolen gelegt. So wird durch die Idealisierung des Dargestellten Kritik an der Realität geübt.

## Architektur

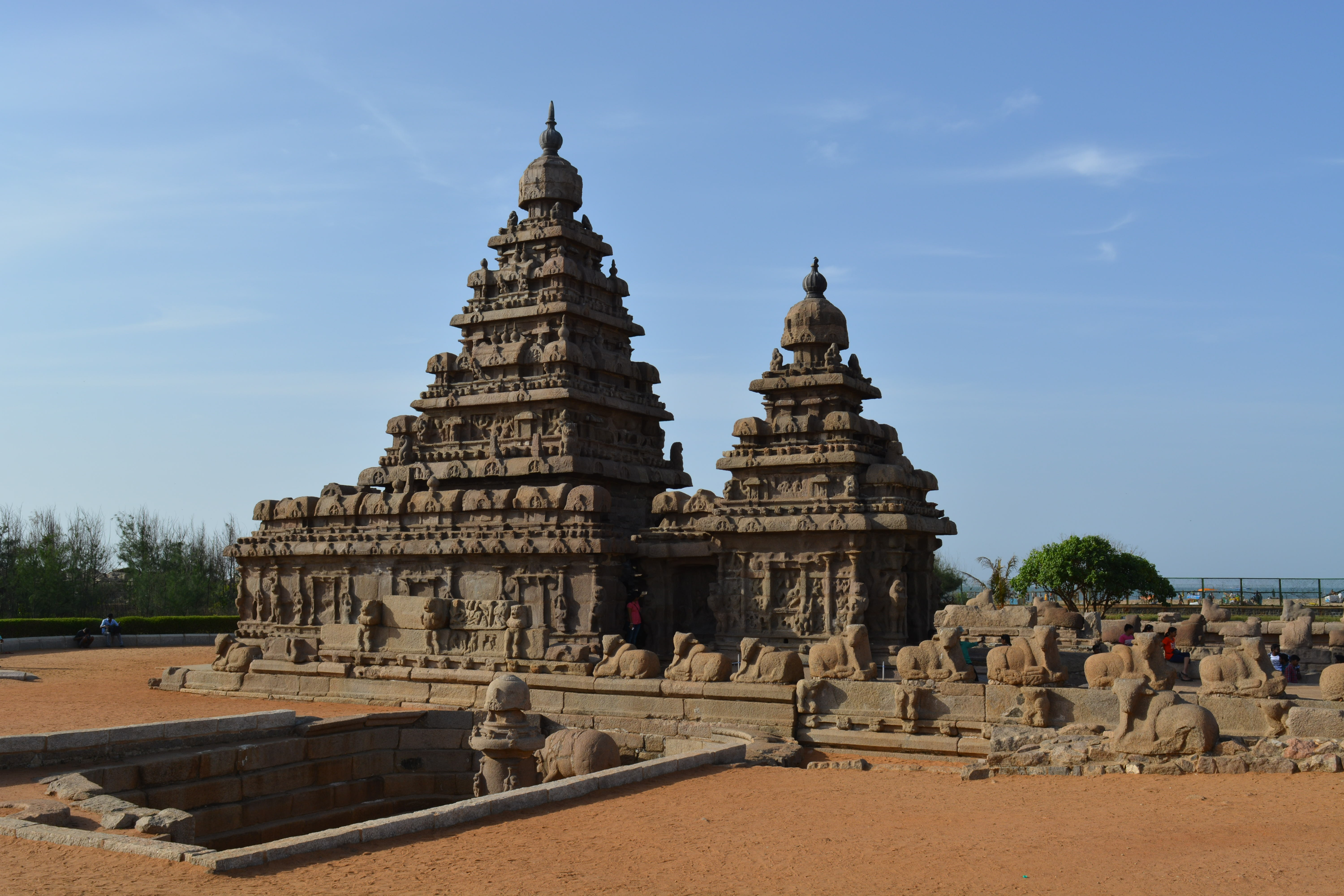
Küstentempel in Mamallapuram

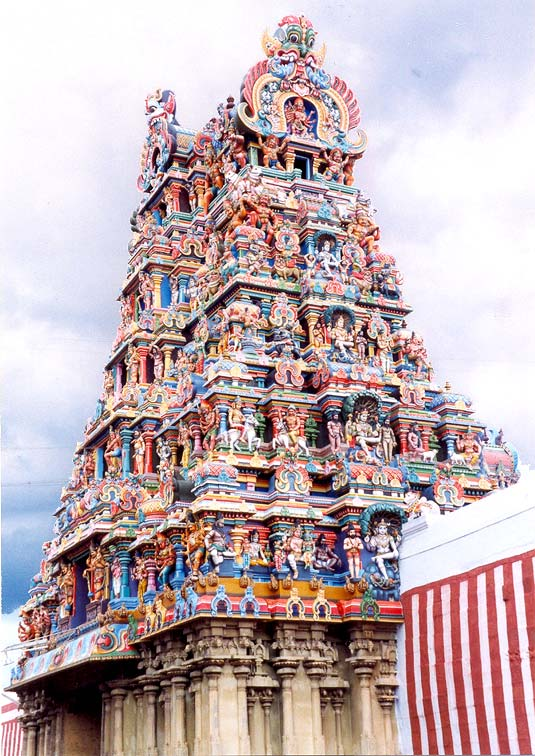
Ein Gopuram des Minakshi-Tempels in Madurai

Tamil Nadu ist berühmt für seine großen Tempelanlagen. Diese bedeutenden historischen Meisterwerke der dravidischen Tempelbaukunst sind viel besuchte Pilgerstätten und besitzen in der Tradition des Hinduismus einen besonderen Stellenwert. Jeder Ort ist eng mit einem bestimmten Aspekt der hinduistischen Mythologie verbunden, und jedes Heiligtum gewährt einen Einblick in eine andere Facette des Hinduismus.
In Tamil Nadu finden sich einige der herausragendsten Beispiele frühmittelalterlicher hinduistischer Tempelbaukunst. Die monolithischen Felsentempel aus der Pallava-Zeit (7. und 8. Jahrhundert) in der ehemaligen Hafenstadt Mamallapuram sind Frühformen des südindischen Dravida-Tempelbaustils, der durch einen pyramidenförmig gestuften Tempelturm namens Vimana über dem Allerheiligsten gekennzeichnet ist. Dem Vimana ist üblicherweise eine Säulenhalle vorgelagert. In der Architektur der Pallava spiegeln sich Einflüsse älterer Tempelbauten der Chalukya in Badami, Aihole und Pattadakal wider. Die Pallava nutzten vor allem den in Tamil Nadu reichlich vorhandenen Granit als Baumaterial, im Gegensatz zum Sandstein Nordindiens. Im 8. Jahrhundert setzte sich der in Mamallapuram begonnene Tempelbaustil in der alten Pallava-Hauptstadt Kanchipuram fort.
Die Chola entwickelten die Vimanas der Pallava-Zeit zu gewaltigen Stockwerkpyramiden weiter, deren Geschosse mit aufgesetzten Scheinzellen verziert wurden. Als Höhepunkt dieser Entwicklung gilt der Brihadisvara-Tempel in Thanjavur aus dem frühen 11. Jahrhundert. Unter den späten Chola und insbesondere unter den sie ablösenden Pandya vollzog sich eine bauliche Akzentverlagerung vom Vimana auf den Torturm (Gopuram) des den eigentlichen Sakralbau umgebenden Tempelbereiches. Während der Vimana kleiner und unauffälliger ist, nimmt der Gopuram nun dessen Größe und künstlerische Ausgestaltung an. In der Zeit der Nayaks der tamilischen Kleinstaaten (16. bis 19. Jahrhundert) wuchsen viele Tempelbezirke durch die Ergänzung zusätzlicher Säulenhallen sowie mit Gopurams geschmückter Mauerzüge zu Tempelstädten heran. Beispiele sind Srirangam, Chidambaram, Rameswaram, Tiruvannamalai und Madurai. Mit dem Untergang der Nayaks im 18. Jahrhundert kam auch die klassische dravidische Tempelbaukunst Tamil Nadus zu ihrem Ende.
Unter europäischer Herrschaft erlebte die zuvor weitgehend unbeachtete Profanarchitektur einen Aufschwung. Die Kolonialarchitektur in Tamil Nadu ähnelt weitgehend der des gesamten Subkontinents. Ihre Frühformen unterschieden sich kaum von der zeitgenössischen Baukunst in Europa. Später traten neben europäische auch einheimische indische, vor allem islamische, Einflüsse, die sich im ausgehenden 19. Jahrhundert im indo-sarazenischen Stil vermischten. Besonders in Chennai entstanden monumentale Verwaltungs- und Repräsentationsgebäude wie der High Court sowie zahlreiche Museumsbauten.

## Darstellende Kunst

### Tänze und Musik

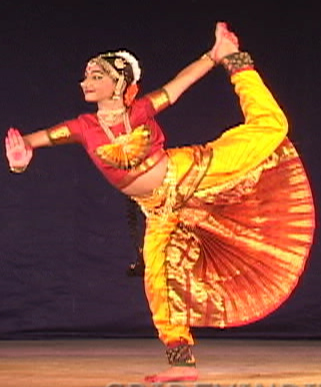
Bharatanatyamtänzerin

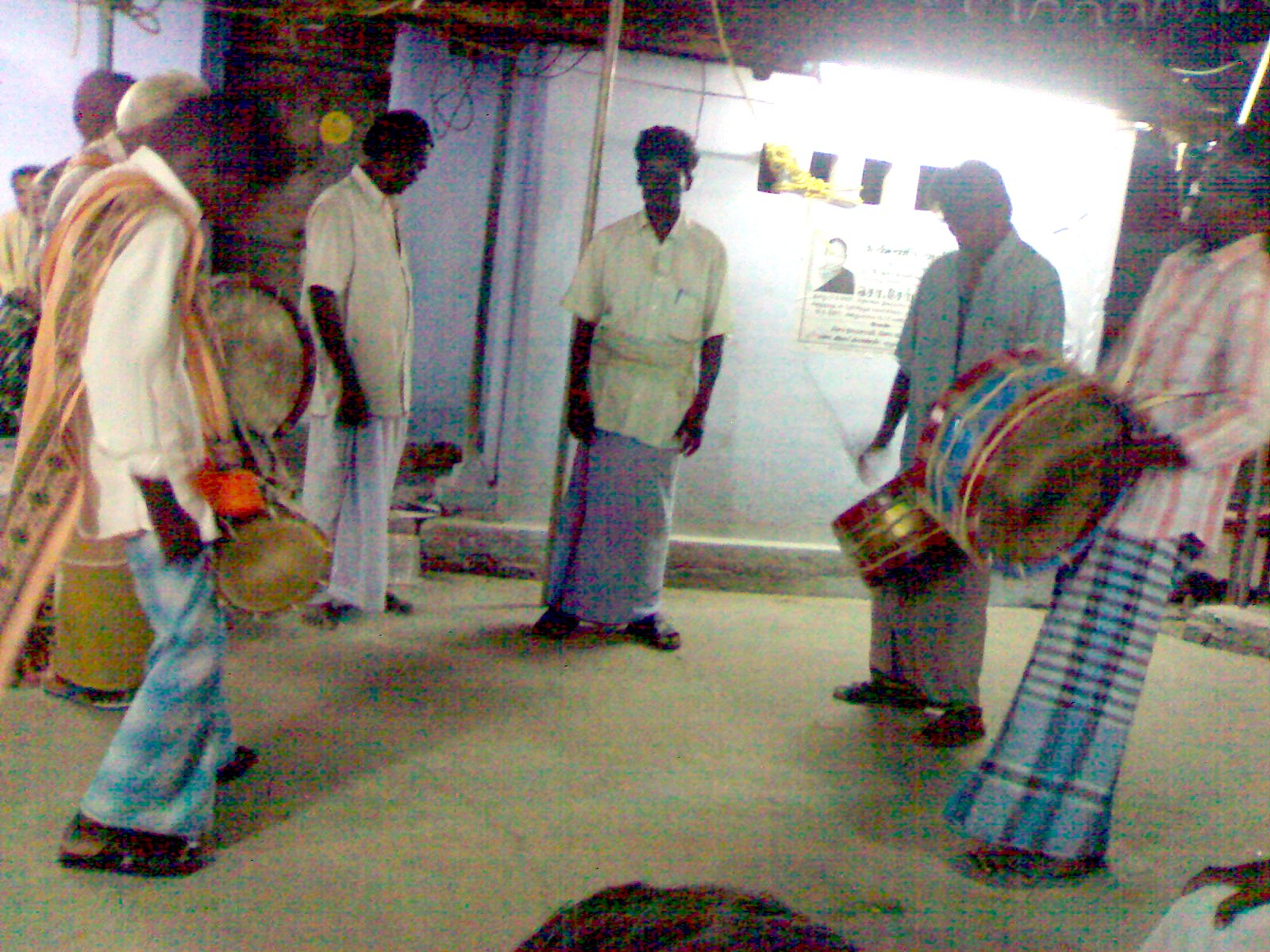
Volksmusik auf einer tamilischen Beerdigung →Videoclip

Darstellende Kunst hat in der tamilischen Kultur eine lange Geschichte und sie wird noch heute praktiziert. Die Tempel und die königlichen Höfe dienten seit dem klassischen Zeitalter als Zentrum für die darstellenden Künste. In den klassischen Texten tamilischer Literatur finden sich Belege für eine enge Verbindung zwischen den altertümlichen und modernen Kunstformen. Das Ziel einer Darstellung in tamilischer Tradition ist es, die Gefühle des geschriebenen Wortes darzustellen. Die Qualität und der Erfolg einer guten Darstellung wird daran gemessen, wie sehr das Publikum mitfiebert. Im Gegensatz zur westlichen Welt ist es in der tamilischen Kultur für das Publikum durchaus üblich, während einer Aufführung aufzustehen, mitzutanzen, mitzusingen oder laut zu applaudieren.
Die klassische tamilische Musik gehört zur karnatischen Musik Südindiens. Sie orientiert sich primär an der Gesangsstimme, während die Musikinstrumente nur begleiten, manchmal die Gesangsstimme paraphrasieren. Die ältere Musik während der klassischen Periode spielte eine große Rolle für die Entwicklung der Karnatik. So wurden die Geschichten aus der klassischen Ära dem ungebildeten Volk in Form eines Schauspiels präsentiert.
Der dominanteste, klassische Tanz ist der Bharatanatyam. Er ist einer der acht klassischen Tanzstile in Indien. Sie alle folgen den von Bharata aufgestellten Grundregeln. Der Bharatanatyam hat sich in Tamil Nadu entwickelt und wird dort heute noch besonders gepflegt. Er kann zwar nur 200 Jahre zurückverfolgt werden, dennoch basiert er auf den alten indischen Traditionen in Literatur und Kunst. Seit den 1930er-Jahren erlebt er durch die Arbeit von Rukmini Devi Arundale eine Renaissance.
Der Bharatanatyam ist ein Solotanz und wird von einem Orchester (bestehend aus Schlag- und Bassinstrument sowie Sängern) begleitet. Er basiert auf den Aspekten bhava (Ausdruck), raga (Melodie), tala (Rhythmus) und natyam (Tanz). Das Repertoire des Bharatanatyam verdankt seine heutige Form im Wesentlichen vier berühmten Musikern und Tanzmeistern aus Thanjavur (Tanjore), Südindien, des 18. Jahrhunderts (Tanjore Quartett). Es umfasst abstrakte und erzählerische Tänze in bestimmter Reihenfolge. Der Bharatanatyam wird ausschließlich nur von Frauen dargestellt, jedoch haben sich in letzter Zeit auch bekannte männliche Tänzer etabliert.
Der bekannteste Volkstanz ist der Karakattam. In seiner religiösen Form wird der Tanz vor einem Bild oder einer Statue der Hindugöttin Mariamman durchgeführt. Der Tänzer stützt auf seinem Kopf einen mit Reiskörnern gefüllten Messingpott, der mit Bambusstreifen und Blumen dekoriert ist, und tanzt und springt damit ohne auch nur ein Korn zu verlieren. Typischerweise wird dazu eine Art Liebeslied gespielt, um seine Liebe zur Göttin auszudrücken.
Terukkuttu (wörtlich "Straßenaufführung") ist eine Art Dorftheater. Traditionell findet dies abends auf dem Dorfplatz statt. Es gibt kein Set und nur ganz einfache Ausstattungen. Diese Aufführungen beinhalten sehr viele Lieder und Tänze und die Geschichten können sowohl religiös als auch säkular sein. Die Darbietungen halten sich nicht immer genau an die Vorgaben und es nicht selten vor, dass die Zuschauer in das Schauspiel mit eingebunden werden. Terukkuttu wird in der heutigen Zeit auch genutzt, um dem ungebildeten Landvolk neue Gesetze oder staatliche Hinweise zu präsentieren. Aber auch soziale Botschaften wie etwa Abstinenz oder Kritik gegen das Kastensystem werden immer öfter in diesen Schauspielen eingebaut.

### Filme und heutige Musik
Das tamilische Kino trägt in Anspielung auf Bollywood, die Filmindustrie in Mumbai, auch den Namen „Kollywood“, dessen Anfangsbuchstabe auf Kodambakkam hinweist, den Stadtteil Chennais, auf den die tamilische Filmproduktion konzentriert ist. Tatsächlich gehört der tamilische Film mit derzeit 150 bis 200 Produktionen pro Jahr neben dem Hindi-Film und dem Telugu-Film zu den drei größten indischen Regionalfilmindustrien, die alle schon die Spitzenposition der meisten produzierten Filme innehatten (Tamil erstmals 1979 mit 139 Produktionen). Der tamilische Film findet auch im Ausland immer größere Anerkennung, besonders in Sri Lanka, Singapur, Malaysia, Südafrika und Großbritannien. Schon 1916 entstand in Kodambakkam unter der Regie von R. Nataraja Mudaliar der erste Spielfilm. Als erster Tonfilm folgte 1931 Kalidas von H. M. Reddy.
In Konzeption und Thematik ähneln die meisten tamilischen Produktionen denen des Hindi-Films, grenzen sich aber durch die Verwendung der tamilischen Sprache ab. Wie auch in Bollywoodfilmen kommt Musik- und Tanzeinlagen eine hohe Bedeutung zu, allerdings finden sich mehr komische und Kampfkunstelemente. Erfolgreiche Tamil-Filme werden oft in leicht abgewandelter Form und mit anderer Besetzung in Bollywood neuverfilmt, seltener auch umgekehrt. Einer der bekanntesten Regisseure des gegenwärtigen tamilischen Films ist Mani Ratnam, der mittlerweile auch an zahlreichen anderssprachigen Produktionen mitgewirkt hat und als einer der herausragendsten indischen Regisseure gilt.
Eine Besonderheit ist die außergewöhnliche hohe, zuweilen abgöttische Verehrung, die Schauspielern und Schauspielerinnen entgegengebracht wird. In keinem anderen Bundesstaat Indiens waren ehemalige Filmschaffende politisch so erfolgreich wie in Tamil Nadu. Dies ist auf die ausgeprägte Parteipropaganda im tamilischen Film (DMK-Film) zurückzuführen. So gelang es fünf Filmpersönlichkeiten Chief Minister des Landes zu werden. Den Drehbuchautoren C. N. Annadurai (1967) und M. Karunanidhi (1969, 1988, 1996) folgte 1977 der Schauspieler M. G. Ramachandran, der bis zu seinem Tode im Jahr 1987 zwei Mal wiedergewählt wurde. Danach folgte kurz dessen Frau, die frühere Schauspielerin V. N. Janaki. Auch die Schauspielerin J. Jayalalithaa hatte drei Mal das Amt der Regierungschefin Tamil Nadus inne.
Der Markt moderner tamilischer Musik wird, wie in anderen Teilen Indiens, unumstritten von der tamilischen Filmmusik beherrscht. Da tamilische Filme sehr viele Musikszenen beinhalten hängt meist der gesamte Erfolg des Filmes daran, ob die Filmmusik, welche vor dem Filmrelease veröffentlicht wird, ein Erfolg ist oder nicht. Tamilische Filmmusik wird in Indien als eigene Musikrichtung gesehen. Oft wird mit der Fusion von karnatischer Musik, tamilischer Folklore, Hiphop, Rock und westlichem Pop experimentiert. So ergibt sich oft eine kunterbunte Mischung in der tamilischen Musikszene. Einer der erfolgreichsten Komponisten Tamil Nadus und Indiens ist der Tamile A. R. Rahman.

## Religion

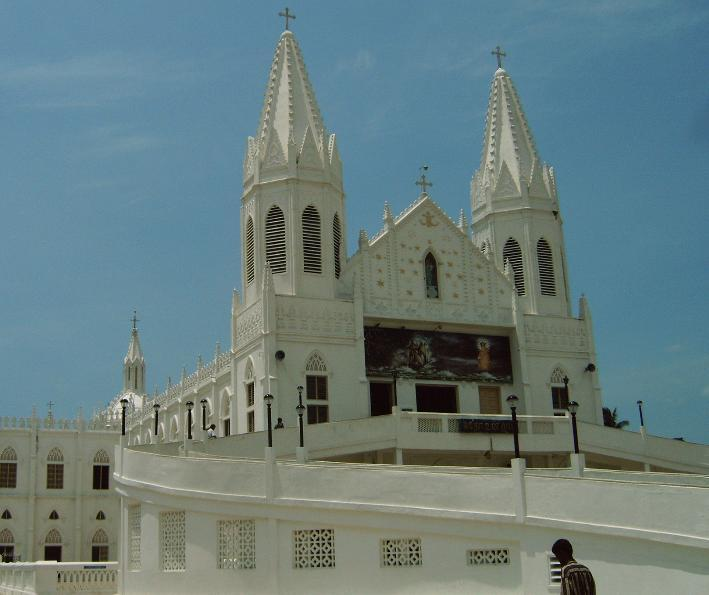
Christliche Marienbasilika von Velankanni

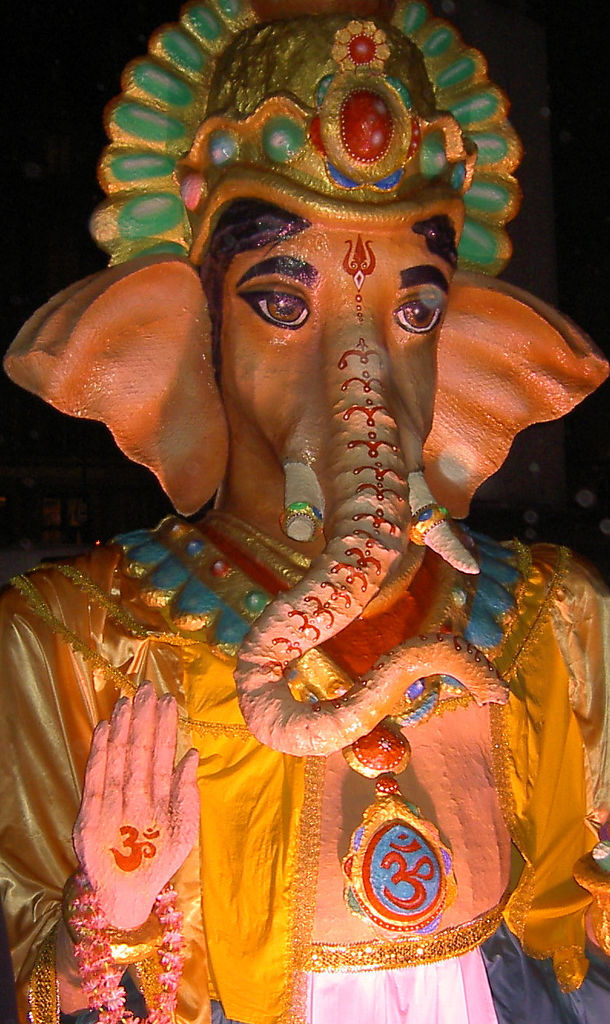
Geschmückter Ganesha an Diwali

Hindus stellen mit ca. 90 Prozent die deutliche Mehrheit der Tamilen.
Der Shivaismus spielt ebenfalls eine große Rolle. So hat der Hindu-Gott Murugan eine wichtige Position im täglichen Leben eines gläubigen, tamilischen Hindus. Im Süden Tamil Nadus leben viele Anhänger des Ayyavali, einer monistischen Religion, die sich im mittleren 19. Jahrhundert vom Hinduismus abspaltete. Den Ursprung dieser Tradition findet sich in der Zeit der Dynastien, als Statuen zu Ehren von gefallenen Lokalhelden aufgestellt wurden. Diese Form der Anbetung wird regelmäßig in klassischer Tamilliteratur erwähnt. Die meisten Hindus betrachten Ayyavali allerdings nicht als eigenständige Religion, sondern als Form des Hinduismus. Bei Volkszählungen werden die Ayyavali in der Regel als Hindus gezählt, sodass die Zahl der Anhänger dieser Glaubensgemeinschaft nicht bekannt ist.
Auf die verschiedenen christlichen Konfessionen entfallen ca. 5 Prozent. Die meisten Christen sind entweder Katholiken oder Thomaschristen, die sich wiederum in mehrere Kirchen nach ostsyrischem oder westsyrischem Ritus aufspalten. Sie führen ihren Ursprung auf die Missionstätigkeit des Apostels Thomas in Südindien zurück. Er soll um 60 n. Chr. in Chennai gestorben sein. Nur wenige Anhänger hat die Church of South India, die Presbyterianer, Methodisten und Anglikaner in sich vereint.
Den Islam brachten arabische Händler zwar schon im 9. Jahrhundert ins Land, doch fand er in Tamil Nadu nie eine so große Verbreitung wie in weiten Teilen Nordindiens. Heute hängen ihm ca. 5 Prozent der Tamilen an. Ungefähr 0,1 Prozent sind Jainas, die fast ausschließlich in Chennai und dessen Umgebung leben. Darüber hinaus leben einige tausend Sikhs, Buddhisten und Anhänger sonstiger Religionen in Tamil Nadu.
Neben den überregional verbreiteten Feiertagen der verschiedenen Glaubensgemeinschaften gilt das Erntedankfest Pongal als das wichtigste aller tamilischen Feste. Es wird vom ersten Tag des tamilischen Monats Tai (Mitte Januar) an vier Tage lang gefeiert. Am ersten Tag werden symbolisch alte Gegenstände weggeworfen. Der wichtigste Tag ist der zweite, an dem man das typische Festessen, das ebenfalls Pongal heißt, überkochen lässt. Damit soll der Wunsch nach einer guten Ernte, Wohlstand und Überfluss zum Ausdruck gebracht werden. Am dritten Tag dankt man den Kühen und Büffeln für die Milch, die sie geben, sowie für das Pflügen der Äcker. Traditionell klang Pongal am vierten Tag damit aus, dass sich die jungen, unverheirateten Männer an einem Fluss versammelten, um sich ihre zukünftige Braut auszusuchen. Dieser Brauch wird heute jedoch nicht mehr gepflegt. Das tamilische Neujahrsfest findet Mitte April statt. Unter den religiösen Festen der Hindus ragt das Lichterfest Diwali heraus, im Tamilischen Dipavali genannt.

## Küche

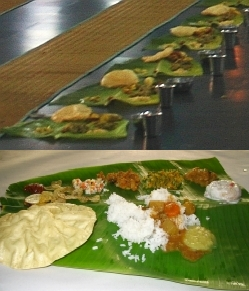
Tamilisches Gericht serviert auf einem Bananenblatt

Die als besonders pikant geltende tamilische Küche zeichnet sich durch eine außergewöhnliche Vielfalt an Gerichten aus. Sowohl Fleischspeisen als auch vegetarische Gerichte existieren in großer Menge. Als Grundnahrungsmittel dient Reis, auch als Reisnudeln oder Fladen aus Reismehl. In der Regel wird er als Curry mit Hülsenfrüchten, vor allem Linsen, oder anderen Gemüsesorten und einer Soße gereicht. „Curry“ bezeichnet dabei nicht, wie in der westlichen Welt oft angenommen, eine Gewürzmischung, sondern ein vegetarisches oder fleisch- bzw. fischhaltiges Gericht in einer oft stark gewürzten Soße. Das Wort leitet sich vom tamilischen kari („Soße“) ab. Bei der Zubereitung der Soßen kommt eine Vielzahl an Gewürzen zum Einsatz, darunter Tamarinden, Curryblätter, Koriander, Ingwer, Chili, Knoblauch, Pfeffer, Kardamom, Kreuzkümmel, Zimt, Muskatnuss und Gewürznelken. Auch Milchprodukte finden in der tamilischen Küche Verwendung.
Ein tamilisches Gericht besteht aus Reis als Hauptbestandteil mit zwei bis sechs verschiedenen Beilagen. Die Beilagen beinhalten meist Currys, Rasam (eine Art Gemüse- oder Fleischbrühe), Thayir (eine gewürzte Joghurtsoße), ein Chutney und etwas frittiertes Gemüse. Bei Festen oder wichtigen Ereignissen wird das Essen auf einem Bananenblatt serviert.
Andere typische Speisen sind Pongal, Reis mit frischer Milch und Sirup aus Palmzucker, Dosai, eine Art Pfannkuchen aus Reis- und Urdbohnenmehl, Idli, kleine Küchlein, die ebenfalls aus Reis- und Urdbohnenmehl gefertigt werden, und Vadai, gebackene Erbsenküchlein. Dazu verzehrt man beispielsweise Sambar, üblicherweise ein Linsengericht mit würziger Tamarindensoße, von dem aber zahlreiche Varianten mit anderen Gemüsesorten oder Fisch existieren, oder ein Chutney aus Kokosfleisch oder Tomaten. Gegessen wird traditionell meist mit der Hand.
Beliebte Getränke sind Kaffee und Tee (meist grüner, weißer oder ingwer-Tee).

## Kampfkünste
Eine ganze Reihe von traditionellen Kampfkünsten werden noch heute praktiziert. Entstanden sind diese Kampfkünste während der Chola-Ära und dienten dem militärischen Kampf. Heutzutage werden sie für die körperliche Ertüchtigung genutzt. Zu den bekannteren Kampfkünsten gehört das Kalarippayat, das Kuttu Varisai und das Maankombukkalai.
Die typischen Waffen sind z. B. das Silambam (langer Stab), Vaal (einfaches Schwert), Vettaruval (Machete), Maduvu (Hirschhörner).
Ein sehr beliebtes Ereignis ist der unbewaffnete Stierkampf, Jallikattu genannt, während des jährlichen tamilischen Pongalfestes. Im Gegensatz zum spanischen Stierkampf geht es hierbei nicht um die Tötung des Tieres. Es geht darum, dass der Kämpfer den Stier unter Kontrolle bringt, ohne ihm physisch zu schaden.

## Organisationen
Die globale Ausbreitung der tamilischen Diaspora erschwerte die Gründung einer pantamilischen Organisation. Die wichtigsten nationalen Institutionen für Tamilen sind die der Regierung Tamil Nadus und der Sri Lankas.
Die Politik Tamil Nadus wird von der sogenannten dravidischen Bewegung dominiert. Ziel der dravidischen Bewegung ist es, den Selbstwert und Stolz der Tamilen zu fördern, Kultur und Sprache der Tamilen zu bewahren und das Kastensystem sowie die Unterdrückung der unteren Kasten zu bekämpfen. Jede größere Partei in Tamil Nadu hat ihren Ursprung in dieser Bewegung.
In Sri Lanka wurde die tamilische Politik bis zu den 80er Jahren von föderalistischen Bewegungen bestimmt. In den 80ern wurde dies durch gewaltsame, militärische Unabhängigkeitsbewegungen abgelöst. Es formten sich mehrere Rebellenorganisationen, aus denen die Liberation Tigers of Tamil Eelam (LTTE) als stärkste und dominanteste Gruppe hervorging. Zwar gab es zwischendurch immer wieder vielversprechende Gespräche zwischen der Regierung Sri Lankas und der LTTE, doch scheiterten diese Gespräche oft an innenpolitischen Differenzen auf beiden Seiten. Seit 2009 ist die LTTE inaktiv und Teile der LTTE wurden Teil der neuen Regierung von Sri Lanka beziehungsweise erhielten autonomen Status.
Die LTTE wurde in der EU, den USA, Kanada und Indien als terroristische Vereinigung eingestuft. Im Gegensatz hierzu hat die UN die LTTE nicht in dieser Kategorie eingestuft. Seit 2014 ist die LTTE in der EU nicht mehr als terroristische Vereinigung eingestuft.
In den 60er Jahren hielt die Regierung Tamil Nadus eine World Tamil Conference ab und entschloss sich, diese regelmäßig abzuhalten. Hieraus entwickelte sich 1999 die World Tamil Confederation. Ihre Hauptziele sind die Erhaltung und Festigung der tamilischen Kultur und Sprache sowie das Zusammengehörigkeitsgefühl in den verschiedenen Ländern. Die Organisation hat sowohl eine Flagge als auch eine Hymne entwickelt, die für alle Tamilen der Welt stehen sollen.